# ナラビオカミミガイ
ナラビオカミミガイ（並陸耳貝）、学名 Auriculastra duplicata は、有肺目オカミミガイ科に分類される巻貝の一種。西太平洋暖海域に分布し、汽水域の塩性湿地に生息する黄褐色の貝である。
成貝は殻長5-8mmほどで、1cmに達する個体は稀である。貝殻はラグビーボール形で、光沢のある黄褐色-緑褐色をしている。縫合（巻きの繋ぎ目）が波打つ点で類似種と区別できる。殻口の内唇・軸唇に計3個の小さな歯が並ぶが、このうち内唇の1歯が比較的大きい。外唇は肥厚せず、歯もない。貝殻の形や色は和名通りオカミミガイ Ellobium chinense に似るが、オカミミガイよりずっと小型で光沢があり、外唇が肥厚しない。
日本では三河湾から九州、沖縄本島北部まで、日本以外では中国南部に分布する。なお沖縄本島産のものは「沖縄型」と呼ばれている。
波が静かな内湾・汽水域の塩性湿地に生息する。大潮の満潮時に水が届くほどの波打ち際上部で、ヨシ、チガヤ、スイバ、ハマウド等の海浜植物が生えた区域にいる。暗く湿った所を好み、昼間は石や漂着物の下に潜む。オカミミガイ科としては小型種だが、光沢があるので生息地では比較的目に付き易い。オカミミガイ科の中ではオカミミガイ、キヌカツギハマシイノミガイ、オキヒラシイノミガイ、クリイロコミミガイ等も同所的に生息することがある。これらの中でも本種とオカミミガイは生息環境の攪乱（かくらん）に比較的強く、開発の手が入るなどして他種が死滅した環境でも生き残ることがある。

## レッドリスト掲載状況
- 絶滅危惧II類 (VU)（環境省レッドリスト）

- 県別レッドリスト
  - 絶滅危惧I類 - 愛知県・三重県・愛媛県・高知県・福岡県・佐賀県・長崎県・熊本県・大分県・宮崎県・鹿児島県
  - 絶滅危惧II類 - 沖縄県（※ナラビオカミミガイ沖縄型）
- 「長崎県未来環境条例」が指定する「希少野生動植物種」 - 2009年[5]

生息地は分布域各地に点在するが、内湾の埋立や護岸工事などにより生息地が減少している。日本の環境省が作成した貝類レッドリストでは2007年版で絶滅危惧II類（VU）として掲載された。しかし分布域の各県が独自に作成したレッドリストではそれよりも厳しいランク付けが多く、絶滅が危惧されている。